# 高華文

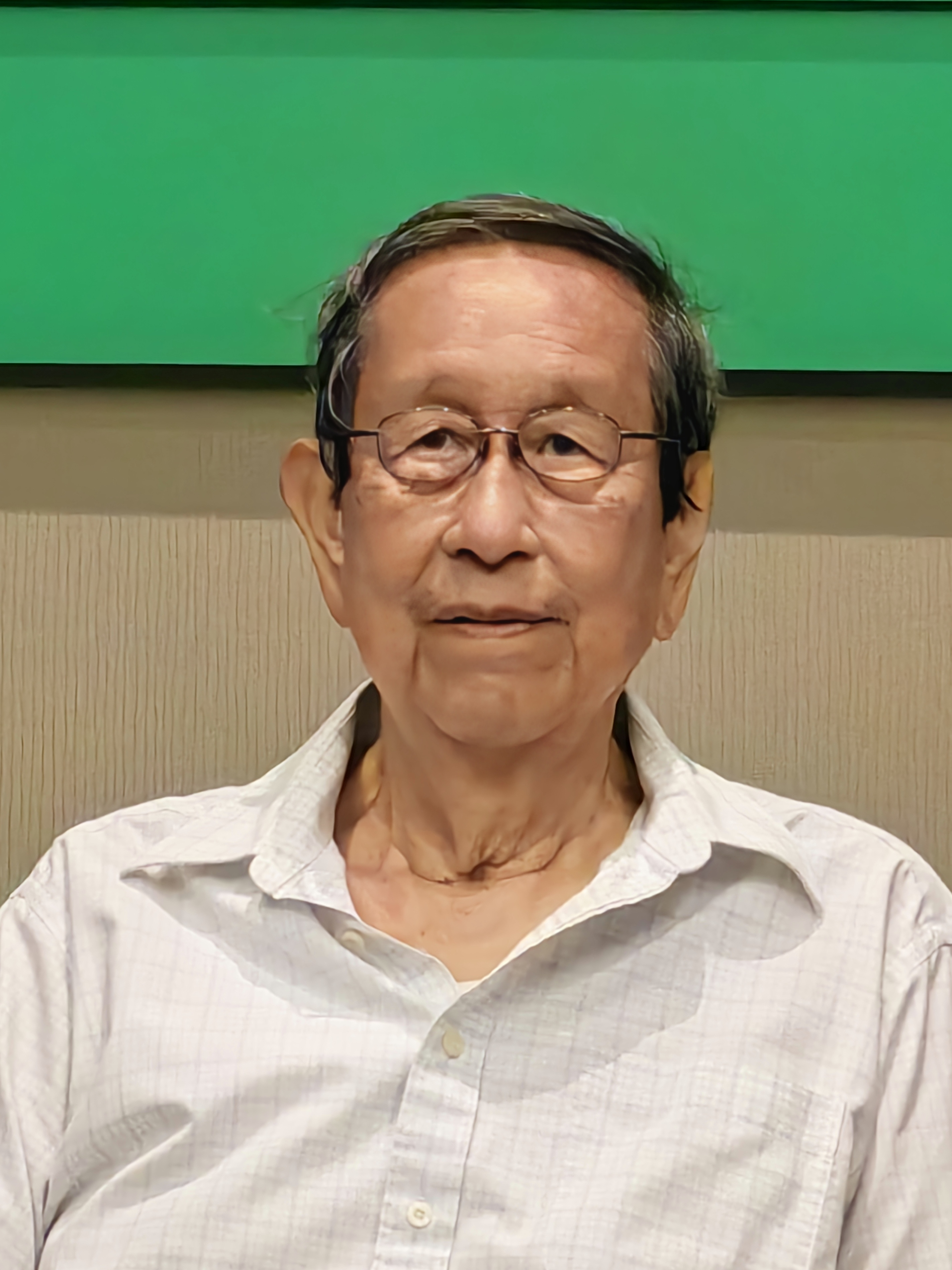
高华文在2023年香港书展

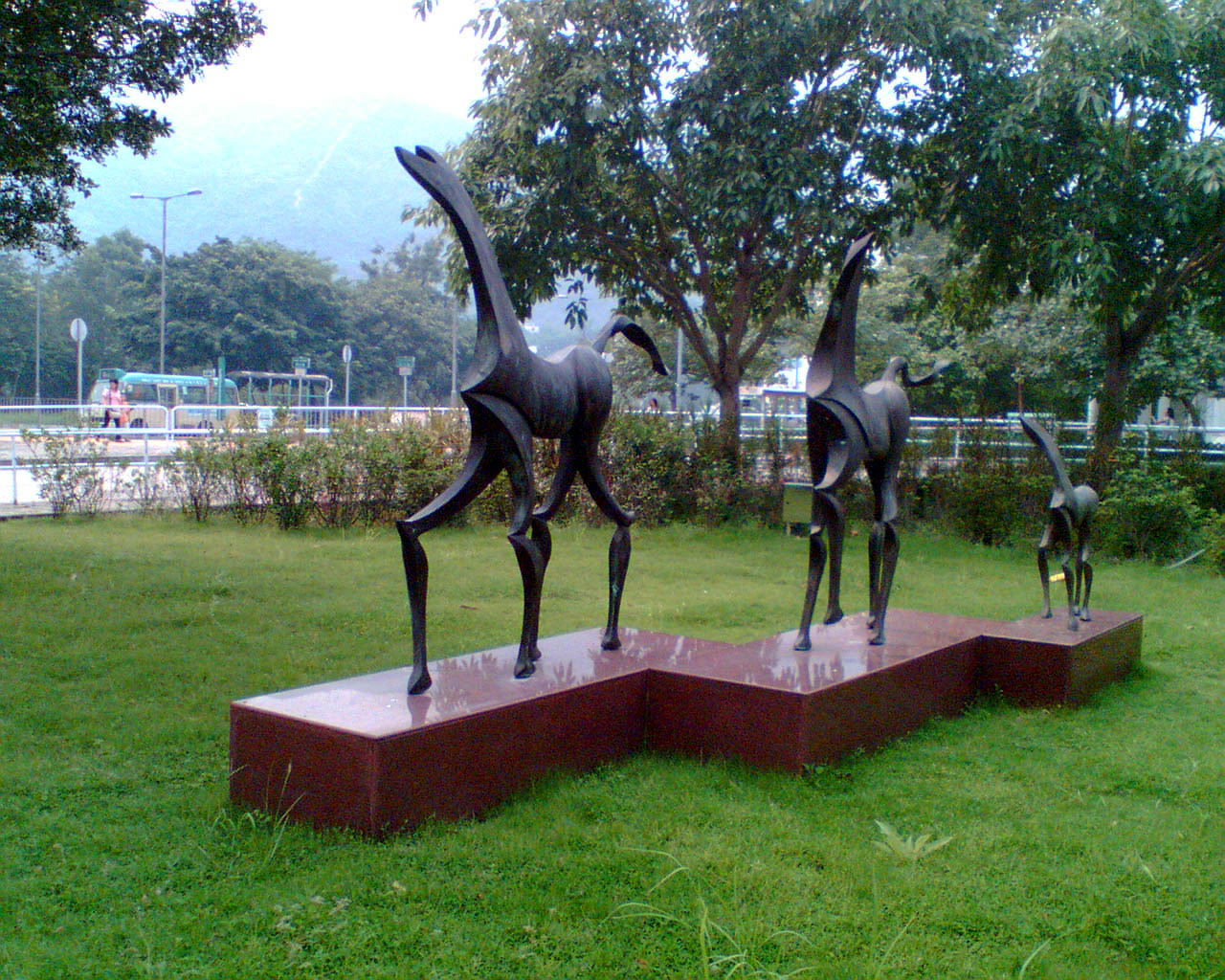
2003年作品，名為《馬》，青銅製品，展示於大埔那打素醫院高華文藝林

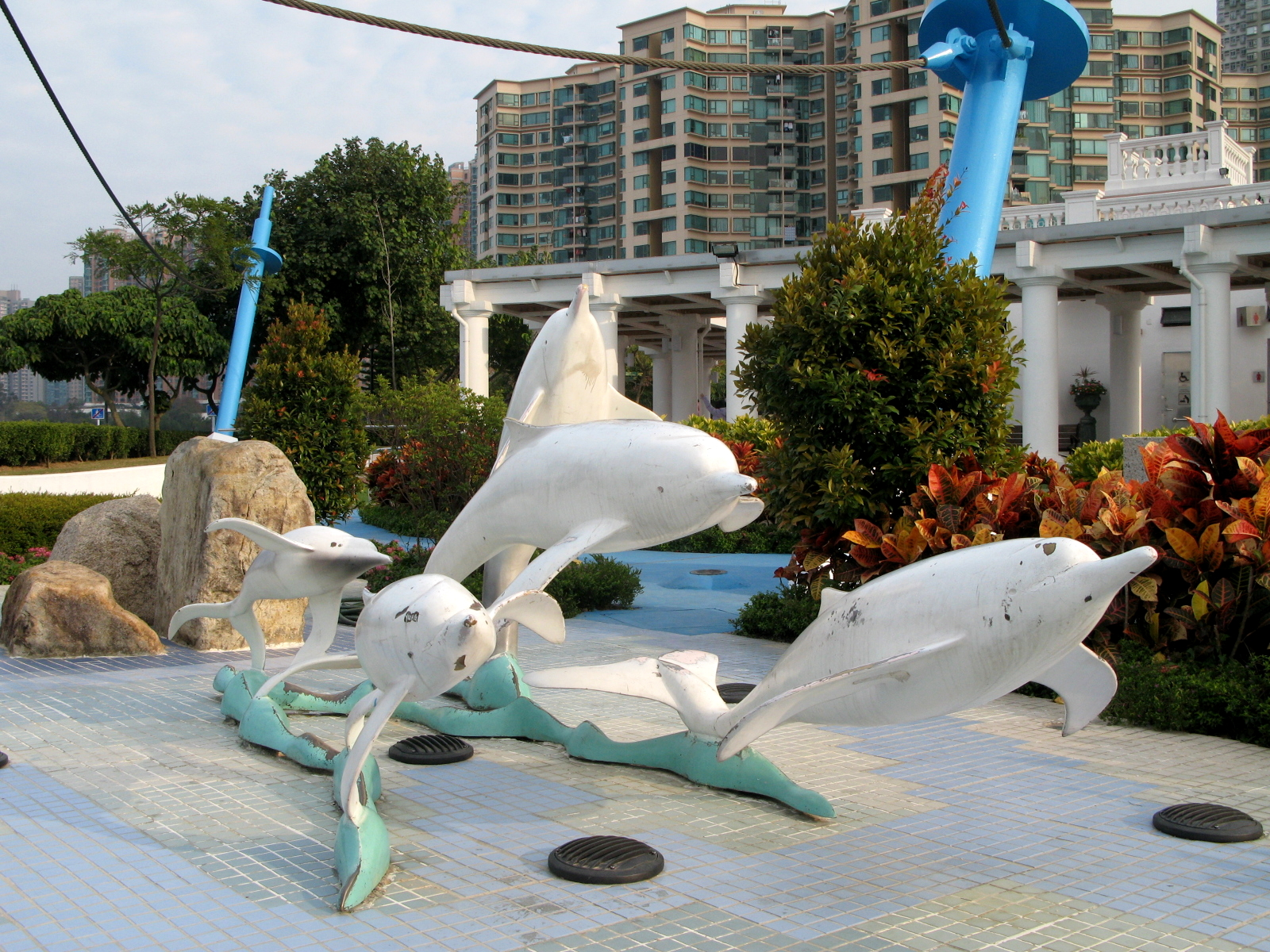
1998年作品，名為《飛躍》，青銅著色，展示於馬鞍山公園

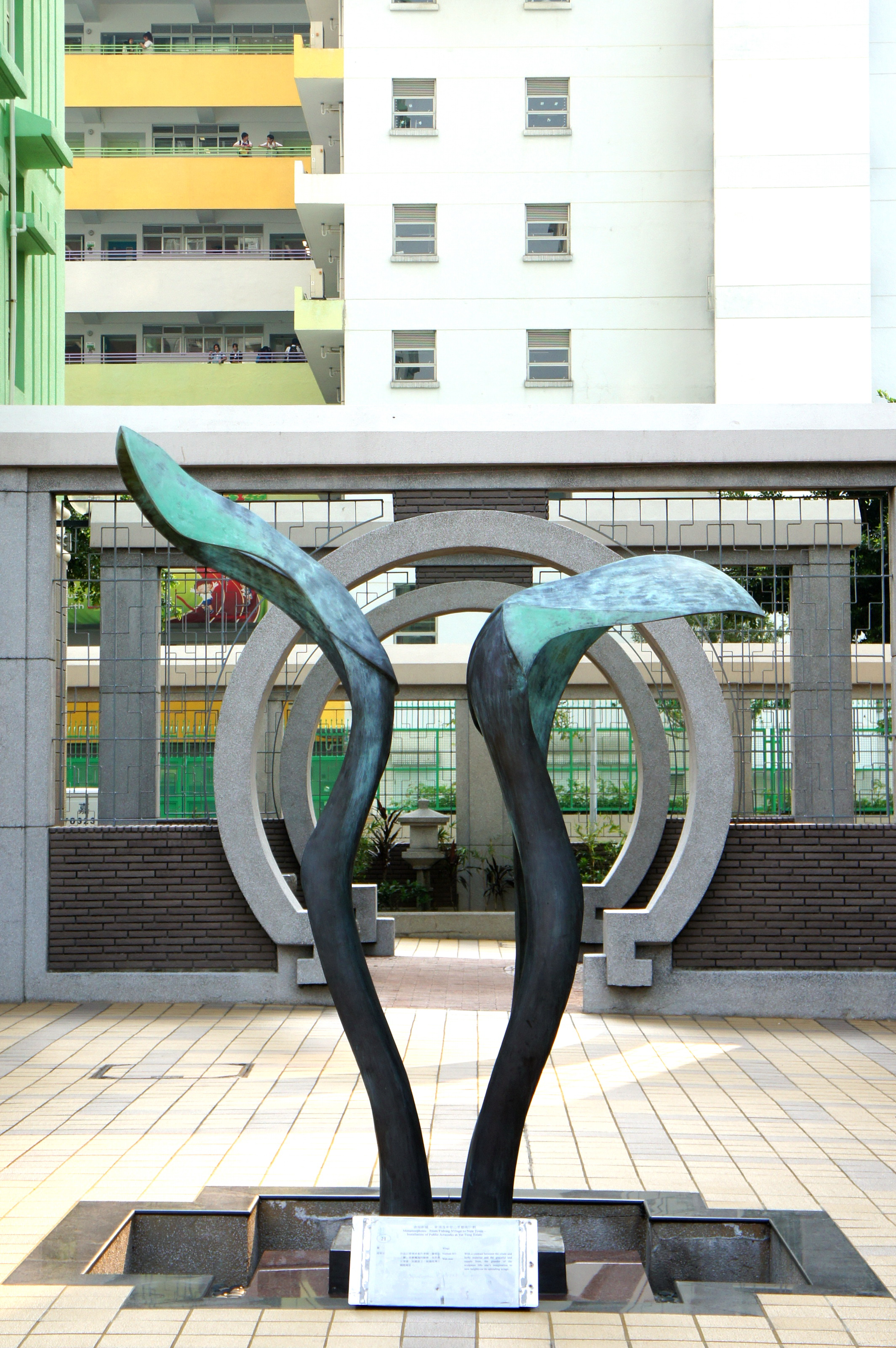
作品《翼》，青銅製品，展示於逸東邨東涌藝術徑

高華文教授，Norman KO Wah-Man，是香港雕塑家，大學教授，流體力學及聲學專家，香港噪音管制的先導者。高教授專長於工程、環保和安全範疇，是工程發展項目顧問，對象包括路政署、海事處、前九廣鐵路公司、香港理工大學、北京理工大學、中華電力等。
高教授曾任港大機械工程系講座教授，2000年退休。高教授學術著作先後發表於國際學術期刊、國際會議論文集，論文約240篇。

## 公職
- 政府多個環保委員會委員
- 水污染及噪音管制的訴委員會成員
- 真鐸啟喑學校和啟聲學校校董會主席及校監
- 港大機械工程系榮休教授暨名譽教授

## 院士
- 香港大學名譽院士
- 香港都會大學榮譽院士
- 香港理工大學院士
- 香港聲學學會名譽院士

## 著作
- 香江妙彩：高華文香港藝術家藏品 （页面存档备份，存于） ISBN 9789628038817

## 外部參考
- 香港大學: 榮休教授暨名譽教授高華文[永久]
- 香港科大: 高華文之文化剪影 （页面存档备份，存于）
- 香港公開大學: 不經之旅—高華文作品回顧展
- 《香港都市雕塑導引》 （页面存档备份，存于），戴尚誠主編/香港雕塑學會出版 ISBN 9789889987121